# ملون (شهر)
ملون (به لاتین: Malonne) یک منطقهٔ مسکونی در بلژیک است که در نمور، بلژیک واقع شده‌است.